# Atalophlebiinae
Sous-famille
Les Atalophlebiinae sont une sous-famille d'insectes éphéméroptères de la famille des Leptophlebiidae.

## Liste des genres
Selon BioLib (21 mars 2020) :
- genre Acanthophlebia Towns, 1983
- genre Adenophlebia Eaton, 1881
- genre Adenophlebiodes Ulmer, 1924
- genre Amoa W.L. Peters & J.G. Peters, 2000
- genre Aprionyx Barnard, 1932
- genre Arachnocolus Towns & Peters, 1979
- genre Archethraulodes Pescador & Peters, 1982
- genre Askola Peters, 1969
- genre Atalomicria Harker, 1954
- genre Atalophlebia Eaton, 1881
- genre Atalophlebioides Phillips, 1930
- genre Atopophlebia Flowers, 1980
- genre Aureophlebia W.L. Peters & J.G. Peters, 2000
- genre Austroclima Towns & W.L. Peters, 1979
- genre Austronella Towns, 1983
- genre Austrophlebioides Campbell & Suter, 1988
- genre Barba Grant & W.L. Peters, 1993
- genre Bessierus Thomas & Orth in Thomas, Orth, Horeau & Dominique, 2001
- genre Bibulmena Dean, 1987
- genre Blasturophlebia Demoulin, 1968 †
- genre Borinquena Traver, 1938
- genre Careospina Peters, 1971
- genre Castanophlebia Barnard, 1932
- genre Celiphlebia Peters & Peters, 1980
- genre Chiusanophlebia Ueno, 1969
- genre Choroterpes Eaton, 1881
- genre Choroterpides Ulmer, 1939
- genre Clavineta Sinitshenkova, 1991 †
- genre Coula Peters & Peters, 1980
- genre Cryophlebia Towns & Peters, 1979
- genre Dactylophlebia Pescador & Peters, 1980
- genre Deleatidium Eaton, 1899
- genre Demoulinellus Pescador & W.L. Peters, 1982
- genre Ecuaphlebia Dominguez, 1988
- genre Edmundsula Sivaramakrishnan, 1985
- genre Farrodes Peters, 1971
- genre Fasciamirus W.L. Peters, J.G. Peters & Edmunds, 1990
- genre Fittkaulus Savage & Peters, 1978
- genre Fulleta Navás, 1930
- genre Fulletomimus Demoulin, 1956
- genre Garinjuga Campbell & Suter, 1988
- genre Gonserellus Pescador, 1997
- genre Hagenulites Staniczek, 2003 †
- genre Hagenulodes Ulmer, 1920
- genre Hagenulopsis Ulmer, 1920
- genre Hagenulus Eaton, 1882
- genre Hapsiphlebia Peters & Edmunds, 1972
- genre Hermanella Needham & Murphy, 1924
- genre Hermanellopsis Demoulin, 1955
- genre Homothraulus Demoulin, 1955
- genre Hylister Dominguez & Flowers, 1989
- genre Indialis Peters & Edmunds, 1970
- genre Isca Gillies, 1951
- genre Isothraulus Towns & Peters, 1979
- genre Jappa Harker, 1954
- genre Kalbaybaria Campbell, 1993
- genre Kaninga Dean, 2000
- genre Kariona W.L. Peters & J.G. Peters, 1981
- genre Kimminsula Peters & Edmunds, 1970
- genre Kirrara Harker, 1954
- genre Koorrnonga Campbell & Suter, 1988
- genre Kouma W.L. Peters, J.G. Peters & Edmunds, 1990
- genre Leentvaaria Demoulin, 1966
- genre Lepegenia Peters, Peters & Edmunds, 1978
- genre Lepeorus Peters, Peters & Edmunds, 1978
- genre Loamaggalangta Dean, Forteath & Osborn, 1999
- genre Magallanella Pescador & Peters, 1980
- genre Magnilobus Grant & W.L. Peters, 1993
- genre Maheathraulus Peters, Gillies & Edmunds, 1964
- genre Mandreca Bello, 2000
- genre Massartella Lastage, 1930
- genre Massartellopsis Demoulin, 1955
- genre Mauiulus Towns & Peters, 1979
- genre Megaglena Peters & Edmunds, 1970
- genre Meridialaris Peters & Edmunds, 1972
- genre Microphlebia Savage & Peters, 1983
- genre Miroculis Edmunds, 1963
- genre Miroculitus Savage & Peters, 1983
- genre Nathanella Demoulin, 1955
- genre Neboissophlebia Dean, 1988
- genre Needhamella Dominguez & Flowers, 1989
- genre Neochoroterpes Allen, 1974
- genre Neohagenulus Traver, 1938
- genre Neozephlebia Penniket, 1961
- genre Nesophlebia Peters & Edmunds, 1964
- genre Nonnullidens Grant & W.L. Peters, 1993
- genre Notachalcus Peters & Peters, 1981
- genre Notophlebia Peters & Edmunds, 1970
- genre Nousia Navàs, 1918
- genre Nyungara Dean, 1987
- genre Oumas W.L. Peters & J.G. Peters, 2000
- genre Ounia W.L. Peters & J.G. Peters, 1981
- genre Papposa W.L. Peters & J.G. Peters, 1981
- genre Paraluma W.L. Peters & J.G. Peters, 2000
- genre Paramaka Savage & Dominguez, 1992
- genre Peloracantha W.L. Peters & J.G. Peters, 1980
- genre Penaphlebia Peters & Edmunds, 1972
- genre Perissophlebiodes Savage, 1983
- genre Petersophlebia Demoulin, 1973
- genre Petersula Sivaramakrishnan, 1984
- genre Polythelias Demoulin, 1973
- genre Poya Peters & Peters, 1980
- genre Radima Akers, Peters & Peters, 2003
- genre Rhigotopus Pescador & Peters, 1982
- genre Riekophlebia Christidis, 2009
- genre Secochela Pescador & Peters, 1982
- genre Simothraulopsis Demoulin, 1966
- genre Simothraulus Ulmer, 1939
- genre Simulacala W.L. Peters, J.G. Peters & Edmunds, 1990
- genre Sulawesia Peters & Edmunds, 1989
- genre Sulu Grant & W.L. Peters, 1993
- genre Tenagophila W.L. Peters, J.G. Peters & Edmunds, 1996
- genre Tepakia Towns & Peters, 1996
- genre Terpides Demoulin, 1966
- genre Thraulodes Ulmer, 1920
- genre Thraulophlebia Demoulin, 1955
- genre Thraulus Eaton, 1881
- genre Tikuna Savage, Flowers & Porras, 2005
- genre Tillyardophlebia Dean, 1997
- genre Tindea Peters & Peters, 1980
- genre Traverella Edmunds, 1948
- genre Traverina Peters, 1971
- genre Ulmeritoides Traver, 1959
- genre Ulmeritus Traver, 1956
- genre Ulmerophlebia Demoulin, 1955
- genre Xenophlebia Demoulin, 1968 †
- genre Zephlebia Penniket, 1961